# 山口県道130号本郷周東線
山口県道130号本郷周東線（やまぐちけんどう130ごう ほんごうしゅうとうせん）は、山口県岩国市を通る一般県道である。

## 概要
岩国市本郷町本郷から岩国市周東町下久原に至る。

### 路線データ
- 起点：岩国市本郷町本郷（山口県道59号岩国錦線交点）
- 終点：岩国市周東町下久原（周東総合支所前交差点、国道2号交点、山口県道5号周東美川線起点、山口県道7号柳井周東線終点）

## 歴史
- 1958年（昭和33年）10月1日 - 山口県告示第644号の2により認定される。
- 1972年（昭和47年）ごろ - 山口県の県道番号再編により現行の路線番号に変更される。
- 2006年（平成18年）3月20日 - 岩国市と玖珂郡に属する町村（和木町を除く）が対等合併して改めて岩国市が発足したことに伴い全線が岩国市域のみを通る路線になり、併せて起終点の地名表記が変更される。

## 路線状況

### 重複区間
- 山口県道59号岩国錦線（岩国市美和町下畑）
- 山口県道・広島県道2号岩国佐伯線（岩国市美和町下畑 - 岩国市天尾（てんのお））
- 国道187号（岩国市天尾）
- 山口県道5号周東美川線（岩国市周東町川上 - 岩国市周東町下久原・周東総合支所前交差点（終点））

### 道路施設

#### 橋梁
- 足谷橋（岩国市美和町下畑、山口県道・広島県道2号岩国佐伯線重複区間内）
- 長浴大橋（山代湖、岩国市美和町下畑 - 岩国市美和町西畑、山口県道・広島県道2号岩国佐伯線重複区間内）
- 天尾橋（錦川、岩国市天尾）
- 中之橋（東川、岩国市周東町下久原、山口県道5号周東美川線重複区間内）
- 松崎橋（東川、岩国市周東町下久原、山口県道5号周東美川線重複区間内）

#### トンネル
- 森ヶ原トンネル：延長435 m、1978年（昭和53年）竣工、岩国市美和町西畑 - 岩国市天尾、山口県道・広島県道2号岩国佐伯線重複区間内
- 長原トンネル：延長162 m、1978年（昭和53年）竣工、岩国市天尾、山口県道・広島県道2号岩国佐伯線重複区間内
- 二鹿隧道：延長47 m、1967年（昭和42年）竣工、岩国市天尾 - 岩国市二鹿（ふたしか）

## 地理

### 通過する自治体
- 山口県
  - 岩国市

### 交差する道路
| 交差する道路                                                        | 交差する場所     | 交差する場所                |
| ------------------------------------------------------------------- | ---------------- | --------------------------- |
| 山口県道59号岩国錦線                                                | 本郷町本郷       | 起点                        |
| 山口県道59号岩国錦線 重複区間起点                                   | 美和町下畑       |                             |
| 山口県道59号岩国錦線 重複区間終点                                   | 美和町下畑       |                             |
| 山口県道・広島県道2号岩国佐伯線 重複区間起点                        | 美和町下畑       |                             |
| 国道187号 重複区間起点 山口県道・広島県道2号岩国佐伯線 重複区間終点 | 天尾（てんのお） |                             |
| 国道187号 重複区間終点                                              | 天尾             |                             |
| 山口県道5号周東美川線 重複区間起点                                  | 周東町川上       |                             |
| 国道2号 山口県道5号周東美川線 重複区間終点 山口県道7号柳井周東線    | 周東町下久原     | 周東総合支所前交差点 / 終点 |

### 交差する鉄道
- 錦川鉄道錦川清流線
- 山陽新幹線

### 沿線
- 生見川ダム・山代湖
- 錦川鉄道錦川清流線 北河内駅
- 錦川
- 岩国市役所 周東総合支所

### 峠
- 雲照寺峠（岩国市本郷町波野 - 岩国市美和町阿賀）
- 仏峠（岩国市相ノ谷 - 岩国市周東町川上）